# JavaScript
JavaScript (JS) er et dynamisk programmeringssprog. Det er mest almindeligt anvendt som en del af webbrowsere, hvis implementeringer tillader klientside scripts at kommunikere med brugeren, kontrollere browseren, kommunikere asynkront, og ændre indholdet af HTML dokumenter. JS anvendes også ved server-side programmering (med Node.js eller Deno), spiludvikling og udvikling af desktop- og mobile applikationer. 
Sproget blev oprindelig introduceret i web-browseren Netscape Navigator, men er siden blevet genstand for en standardisering i ECMA-regi. Denne standard kaldes dog ECMAScript, da JavaScript er et registreret varemærke tilhørende Sun Microsystems. Det faktum at navnet JavaScript tilhører Sun indebærer blandt andet, at Microsofts implementation (af ECMAScript, kaldet JScript), som finder anvendelse i Internet Explorer, officielt ikke er kompatibel med JavaScript. Forskellene er dog så små, at det let lader sig gøre at skrive dynamiske websider, der fungerer lige vel i Internet Explorer som i Mozilla Firefox og flere.
JavaScript blev først udviklet af programmøren Brendan Eich i 1995. Trods navnet har JavaScript ikke meget andet end en vis syntaksmæssig lighed med programmeringssproget Java. Navne-ligheden har mere historiske og kommercielle end tekniske årsager. JavaScript bygger sine objektorienterede faciliteter på idéen om prototyper, se ref. 2.

## Biblioteker
Et JavaScript-bibliotek udmærker sig ved at gøre udviklingen af webapplikationer lettere ved at give et simplere og mere kraftfuldt API at arbejde med i forhold til Document Object Model(DOM) og browserspecifikke API'er.
Et af de mest brugte biblioteker er jQuery, men andre populære er Dojo og YUI, se henvisning nedenfor.

### Biblioteker
- jQuery
- Dojo
- YUI
- Ext